# Licciana Nardi
Licciana Nardi – miejscowość i gmina we Włoszech, w regionie Toskania, w prowincji Massa-Carrara.
Według danych na rok 2004 gminę zamieszkiwały 4884 osoby, 88,8 os./km².